# مرتضی صفاری نطنزی
مرتضی صفاری نطنزی نمایندهٔ دورهٔ دهم (۷ اردیبهشت ۱۳۳۵ – ۵ تیر ۱۳۹۸) از حوزهٔ انتخابیهٔ نطنز و قمصر در استان اصفهان بود. وی با کسب ۹٬۸۴۲ رای از مجموع ۲۱۲٬۱۶۴ رای معادل ۴۶/۴ درصد آرا به مجلس راه پیدا کرد.

## سوابق کاری
صفاری نطنزی جزو نمایندگانی بود که دیپلمات بوده و در وزارت خارجه تجربه کاری داشت و عضو کمیسیون امنیت ملی و سیاست خارجی مجلس شورای اسلامی بود. وی سابقه سفارت جمهوری اسلامی در قزاقستان و مجارستان و اسپانیا را در کارنامه کاری خود داشت.

## زندگی شخصی
مرتضی صفاری نطنزی در ۷ اردیبهشت ۱۳۳۵ در محله علیای نطنز و در خانواده ای مذهبی متولد شد. وی متأهل و دارای دو فرزند دختر و پسر و از نوادگان صدرالعلمای نطنزی (علیمحمد علیایی) نماینده اولین دوره مجلس شورای ملی بود.

## درگذشت
صفاری نطنزی که مدت کوتاهی در بستر بیمارستان بود، در تاریخ ۵ تیر ۹۸ به دلیل ابتلا به بیماری سرطان پروستات و تشدید علائم این بیماری درگذشت. 